# ليو نولان (لاعب كرة قدم أسترالية)
ليو نولان (بالإنجليزية: Leo Nolan)‏ هو لاعب كرة قدم أسترالية أسترالي، ولد في 9 فبراير 1910، وتوفي في 11 فبراير 1993.

## وصلات خارجية
- ليو نولان على موقع AustralianFootball.com (الإنجليزية)
- ليو نولان على موقع AFLtables.com (الإنجليزية)